# Frau Oberhofgärtner Singer
'Frau Oberhofgärtner Singer' est un cultivar de rosier hybride de thé obtenu en 1908 par le rosiériste allemand Peter Lambert, à Trèves-sur-Moselle. Il est issu de 'Jules Margottin' (Margottin 1853) x 'Madame Eugénie Boullet' (Pernet-Ducher 1897). Il doit son nom à l'épouse du jardinier en chef de la Cour du royaume de Bavière, Arthur Andreas Singer.

## Description
Il s'agit d'un buisson vigoureux et bien ramifié aux grandes fleurs très doubles et odorantes, et d'un beau coloris rose frais tendre, aux bords nuancés de blanc.
Ce cultivar a donné naissance à 'Adam Messerich' (Lambert 1920).
Cette variété peut être admirée à l'Europa-Rosarium de Sangerhausen. Elle n'est plus que rarement cultivée aujourd'hui.